# Macropsis matsudanis
Macropsis matsudanis är en insektsart som beskrevs av Wei och Cai 1998. Macropsis matsudanis ingår i släktet Macropsis och familjen dvärgstritar. Inga underarter finns listade i Catalogue of Life.